# Liste der Fahnenträger der Mannschaften der Marshallinseln bei Olympischen Spielen
Die Liste der Fahnenträger der Mannschaften der Marshallinseln bei Olympischen Spielen listet chronologisch alle Fahnenträger Mannschaften der Marshallinseln bei den Eröffnungs- (EF) und Abschlussfeiern (AF) Olympischer Spiele auf.

## Liste der Fahnenträger
| Mannschaft             | Veranstaltung | Fahnenträger (EF)           | Fahnenträger (AF) |
| ---------------------- | ------------- | --------------------------- | ----------------- |
| 2008 in Peking         | Sommerspiele  | Waylon Muller (Offizieller) | Anju Jason        |
| 2012 in London         | Sommerspiele  | Haley Nemra                 | Giordan Harris    |
| 2016 in Rio de Janeiro | Sommerspiele  | Mathlynn Sasser             | Colleen Furgeson  |
| 2020 in Tokio          | Sommerspiele  | Colleen Furgeson            | Volunteer         |
| 2020 in Tokio          | Sommerspiele  | Phillip Kinono              | Volunteer         |
| 2024 in Paris          | Sommerspiele  | Mathlynn Sasser             | Mathlynn Sasser   |
| 2024 in Paris          | Sommerspiele  | William Reed                | Phillip Kinono    |

Anmerkung: (EF) = Eröffnungsfeier, (AF) = Abschlussfeier

## Statistik
| Rang    | Sportart       | EF | AF | ∑  |
| ------- | -------------- | -- | -- | -- |
| 1       | Schwimmen      | 2  | 3  | 5  |
| 2       | Gewichtheben   | 2  | 1  | 3  |
| 3       | Leichtathletik | 2  | 0  | 2  |
| 4       | Taekwondo      | 0  | 1  | 1  |
| 4       | Offizieller    | 1  | 0  | 1  |
| 4       | Volunteer      | 0  | 1  | 1  |
| Gesamt: | Gesamt:        | 7  | 6  | 13 |

| Rang                   | Sportart | EF | AF | ∑ |
| ---------------------- | -------- | -- | -- | - |
| bisher keine Teilnahme |          |    |    |   |
| Gesamt:                | Gesamt:  | 0  | 0  | 0 |

| Rang    | Sportart       | EF | AF | ∑  |
| ------- | -------------- | -- | -- | -- |
| 1       | Schwimmen      | 2  | 3  | 5  |
| 2       | Gewichtheben   | 2  | 1  | 3  |
| 3       | Leichtathletik | 2  | 0  | 2  |
| 4       | Taekwondo      | 0  | 1  | 1  |
| 4       | Offizieller    | 1  | 0  | 1  |
| 4       | Volunteer      | 0  | 1  | 1  |
| Gesamt: | Gesamt:        | 7  | 6  | 13 |